# マルシオ・アウグスト・ダ・シルバ・バルボサ
マルシーニョ（Marcinho）ことマルシオ・アウグスト・ダ・シルバ・バルボサ（Márcio Augusto da Silva Barbosa、1995年5月16日 - ）は、ブラジル・リオデジャネイロ州ベルフォード・ロッショ出身のプロサッカー選手。Jリーグ・川崎フロンターレ所属。ポジションはフォワード（左ウイング）。

## 経歴
2015年にECノヴォ・アンブルゴと契約を結び、2月の州選手権・CEアイモレ戦でデビュー。
2015年中頃、SCインテルナシオナルのU-20チームに移籍。
2016年8月30日、セリエCのイピランガFCに期限付き移籍。2017年1月19日、セリエBのGEブラジウに期限付き移籍。
2017年12月22日、SCインテルナシオナルとの契約を2020年まで延長した。
2018年5月22日、フォルタレーザECに期限付き移籍。2019年1月2日に退団が発表されたが、2月7日に再加入した。
2019年7月、中国サッカー・スーパーリーグの重慶両江競技足球俱楽部に完全移籍。
2021年8月13日、J1リーグの川崎フロンターレに加入することが発表された。
2022年8月20日、アビスパ福岡戦にてプロ初となるハットトリックを記録した。

## プレースタイル
初速の速いスピードによって裏への抜け出しやドリブル突破を得意とするウイングストライカー。また、右アウトサイドのパス技術も優れており、得点のアシストをすることもある。
ゴールを決めた際には、ゴールパフォーマンスとしてダンスを見せることもある。ゴールパフォーマンスに関しては、「いつも自分は楽しさや喜びを表現したいと思っている。マルシーニョがゴールしたときは常にダンスがついてきます。」と話している。

## Jリーグでの個人成績
| 国内大会個人成績 | 国内大会個人成績 | 国内大会個人成績 | 国内大会個人成績 | 国内大会個人成績 | 国内大会個人成績 | 国内大会個人成績 | 国内大会個人成績 | 国内大会個人成績 | 国内大会個人成績 | 国内大会個人成績 | 国内大会個人成績 |
| 年度             | クラブ           | 背番号           | リーグ           | リーグ戦         | リーグ戦         | リーグ杯         | リーグ杯         | オープン杯       | オープン杯       | 期間通算         | 期間通算         |
| 年度             | クラブ           | 背番号           | リーグ           | 出場             | 得点             | 出場             | 得点             | 出場             | 得点             | 出場             | 得点             |
| 日本             | 日本             | 日本             | 日本             | リーグ戦         | リーグ戦         | リーグ杯         | リーグ杯         | 天皇杯           | 天皇杯           | 期間通算         | 期間通算         |
| ---------------- | ---------------- | ---------------- | ---------------- | ---------------- | ---------------- | ---------------- | ---------------- | ---------------- | ---------------- | ---------------- | ---------------- |
| 2021             | 川崎             | 23               | J1               | 11               | 1                | 0                | 0                | 2                | 0                | 13               | 1                |
| 2022             | 川崎             | 23               | J1               | 30               | 12               | 2                | 2                | 2                | 0                | 34               | 14               |
| 2023             | 川崎             | 23               | J1               | 20               | 1                | 2                | 0                | 2                | 1                | 24               | 2                |
| 2024             | 川崎             | 23               | J1               | 36               | 9                | 4                | 0                | 2                | 1                | 42               | 10               |
| 2025             | 川崎             | 23               | J1               |                  |                  |                  |                  |                  |                  |                  |                  |
| 通算             | 日本             | 日本             | J1               | 97               | 23               | 8                | 2                | 8                | 2                | 113              | 27               |
| 総通算           | 総通算           | 総通算           | 総通算           | 97               | 23               | 8                | 2                | 8                | 2                | 113              | 27               |

| 国際大会個人成績 | 国際大会個人成績 | 国際大会個人成績 | 国際大会個人成績 | 国際大会個人成績 |
| 年度             | クラブ           | 背番号           | 出場             | 得点             |
| AFC              | AFC              | AFC              | ACL              | ACL              |
| ---------------- | ---------------- | ---------------- | ---------------- | ---------------- |
| 2021             | 川崎             | 23               | 0                | 0                |
| 2022             | 川崎             | 23               | 5                | 1                |
| 2023-24          | 川崎             | 23               | 5                | 3                |
| 通算             | AFC              | AFC              | 10               | 4                |

## タイトル

### クラブ
川崎フロンターレ
- J1リーグ：1回（2021年）
- 天皇杯 JFA 全日本サッカー選手権大会：1回（2023年）

### 個人
- J1リーグ・月間MVP（2022年10月・11月）
- Jリーグベストイレブン（2022年）